# Adventures of Lolo (jeu vidéo, 1994)
Adventures of Lolo (ロロの大冒険, Lolo no Daibōken) est un jeu vidéo de réflexion sorti en 1994 sur Game Boy, faisant partie de la série Eggerland.

## Système de jeu
Adventures of Lolo sur Game Boy est un jeu d'action-réflexion où le joueur incarne Lolo, une créature ronde, qui doit de sauver sa bien-aimée Lala, une princesse capturée par les démons de l'Empire. Dans chaque niveau représenté par une pièce close, vous devez ramasser tous les cœurs afin d'ouvrir la porte tout en évitant les ennemis.